# Prawosławne Seminarium Duchowne w Warszawie
Prawosławne Seminarium Duchowne w Warszawie (PSD) – polska wyższa szkoła zawodowa kształcąca alumnów prawosławnych oraz kadry do pracy w Polskim Autokefalicznym Kościele Prawosławnym.

## Historia
Przed powstaniem obecnej placówki jej poprzednikami były zorganizowane w czasie okupacji niemieckiej w Generalnym Gubernatorstwie seminaria prawosławne w Warszawie (1942–1944) i w Chełmie (1943–1944).

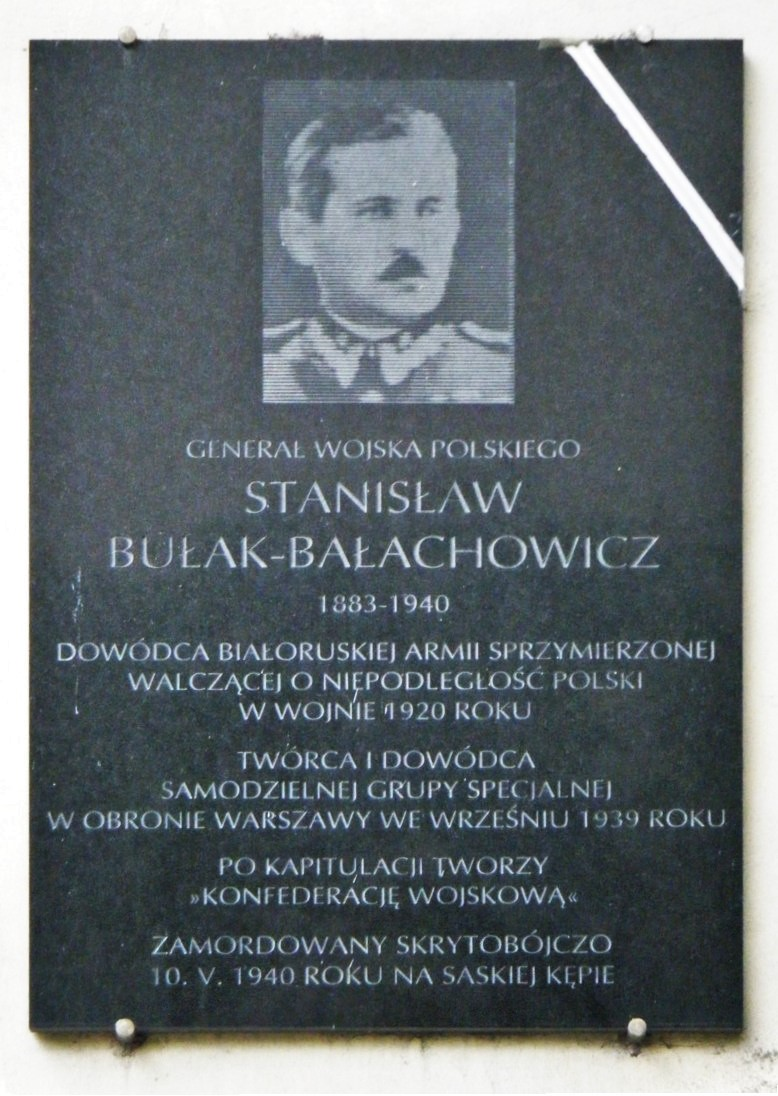
Tablica poświęcona generałowi Stanisławowi Bułak-Bałachowiczowi, znajdująca się na północnej ścianie budynku seminarium

Szkoła została założona w 1951 przez metropolitę warszawskiego Tymoteusza jako prywatna szkoła średnia, najpierw pod nazwą Prawosławnego Liceum Teologicznego, a później, w okresie sprawowania urzędu przez metropolitę Makarego, pod obecną nazwą z czteroletnim kursem nauczania.
Od 1958 słuchacze szkoły byli jednocześnie uczniami Liceum Ogólnokształcącego dla Pracujących Nr 5 w Warszawie. W 1970 szkoła uzyskała uprawnienia placówki publicznej i działała pod nazwą Seminarium filia Liceum Ogólnokształcącego dla Pracujących. W tym czasie naukę wydłużono do pięciu lat, a od 1971 do sześciu lat.
W 1974 za sprawą archimandryty Sawy seminarium zostało przeniesione do prawosławnego monasteru św. Onufrego w Jabłecznej. Decyzja ta została jednak w praktyce anulowana w 1977 z uwagi na problemy lokalowe w klasztorze. W Warszawie kształciły się nadal roczniki z niższych klas.
W 1992 dokonano reorganizacji seminarium. Skrócono cykl nauczania z sześciu do trzech lat. W tym też roku zlikwidowano formalnie Wyższe Seminarium Duchowne w Warszawie z siedzibą w Jabłecznej i od tego czasu Seminarium Duchowne w Warszawie zaczęło funkcjonować jako szkoła policealna.
W 1998 Prawosławne Seminarium Duchowne w Warszawie uzyskało uprawnienia wyższej szkoły zawodowej i otrzymało prawo nadawania tytułu licencjata z teologii prawosławnej.

## Charakterystyka
Uczelnia ma charakter wyznaniowy. W trybie stacjonarnym studiować mogą na niej tylko mężczyźni wyznania prawosławnego, a na studiach zaocznych również kobiety. Studia na uczelni są bezpłatne. Po ukończeniu nauki absolwenci uzyskują dyplom licencjata z teologii prawosławnej i mogą kontynuować studia na Chrześcijańskiej Akademii Teologicznej.
W seminarium oprócz przedmiotów teologicznych naucza się języków: cerkiewno-słowiańskiego, rosyjskiego, angielskiego, greckiego oraz łaciny.
Prawosławne Seminarium Duchowne w Warszawie utrzymywane jest ze składek wiernych. W 2011 uczelnia otrzymała jednak również 450 tysięcy złotych dotacji z budżetu państwa.
Uczelnia ma siedzibę w Warszawie. Budynek seminarium znajduje się na Saskiej Kępie. W pomieszczeniach tego obiektu poza placówką dydaktyczną mieści się także cerkiew Wprowadzenia do Świątyni Przenajświętszej Bogurodzicy
- 1951 – ks. mitrat mgr Aleksander Kalinowicz
- 1951–1970 – ks. mitrat dr Serafim Żeleźniakowicz
- 1970–1974 – ks. protoprezbiter mgr Wiaczesław Rafalski
- 1974–1977 – ks. mitrat prof. ChAT dr hab. Rościsław Kozłowski
- 1977–1987 – ks. mitrat mgr Jan Sezonow
- od 1987 – ks. mitrat prof. dr Jerzy Tofiluk